# Neoguraleus benthicolus
Neoguraleus benthicolus é uma espécie de gastrópode do gênero Neoguraleus, pertencente a família Mangeliidae.